# 卡尔·格鲁伯
卡尔·格鲁伯（德語：Karl Gruber；1909年5月3日—1995年2月1日），是奥地利的政治家。

## 生平
曾任外交大臣、奥地利驻美国大使、奥地利驻西班牙大使、奥地利驻联邦德国大使、奥地利驻瑞士大使。

## 外部連結
- 收藏的电视短片"Longines Chronoscope with Karl Cruber (SIC)"[更多内容]
- 有关卡尔·格鲁伯在德国经济学中央图书馆（ZBW）20世纪新闻档案中的剪报。